# Pedro Ladislao Rodríguez
Pedro Ladislao Rodríguez (29 de junio de 1841-30 de agosto de 1918) fue un político mexicano que fue gobernador del estado de Hidalgo durante el Porfiriato. Nació en San Pedro Apóstol, Etla, Oaxaca, el 29 de junio de 1841.
Dedicado a constructor de obras, un parentesco lejano con el general Porfirio Díaz hizo que éste lo protegiera y le diera concesiones para construir varias obras en el Estado de Hidalgo. Siendo jefe de la oficina de Telégrafos de Tulancingo, el 30 de octubre de 1897, al renunciar a la gubernatura constitucional el general Rafael Cravioto, la Legislatura del Estado lo nombra gobernador interino.
A partir del 1 de abril de 1901 fue elegido Gobernador Constitucional, reeligiéndose en dos ocasiones (1905-1909 y 1909-1913), siendo el 16 de mayo de 1911 cuando fue derrocado por la revolución Maderista, cuando el general Gabriel Hernández tomó la ciudad de Pachuca.
Durante sus gestiones gubernamentales 1897-1911 se concluyeron las siguientes obras públicas y de ornato en Pachuca:
1. La Iglesia Metodista del Divino Salvador en 1900 de primeras iglesias no católicas en república Mexicana de origen inglés
2. Cementerio Municipal y fachada principal 1901
3. Templo de Nuestra Señora de Guadalupe
4. El Reloj Monumental de Pachuca siendo este para conmemorar el Centenario de la Independencia de México
5. La implementación y modernización del transporte por el tranvía sustituyendo al de mulitas, y ferroviario con dos estaciones 1900 haciendo la primera corrida directa a México el 14 de junio de 1903

Retirado a la vida privada, murió en la Ciudad de México el 30 de agosto de 1918 y fue sepultado en esta ciudad de Pachuca, Hidalgo.